# Kính hiển vi điện tử quét có phân tích phân cực

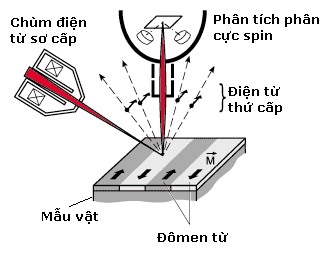
Sơ đồ nguyên lý của SEMPA

SEMPA, là tên viết tắt của Scanning electron microscope with polarisation analysis (Kính hiển vi điện tử quét có phân tích phân cực) là kỹ thuật chụp ảnh cấu trúc từ bằng kính hiển vi điện tử quét, dựa trên việc ghi lại độ phân cực spin của chùm điện tử thứ cấp phát ra từ bề mặt mẫu vật rắn khi có chùm điện tử hẹp quét trên bề mặt.

## Nguyên lý của SEMPA
Về mặt thực chất, SEMPA là một kính hiển vi điện tử quét, nhưng được cải tiến để ghi lại sự phân cực spin của chùm điện tử. Khi chùm điện tử của SEM quét trên bề mặt của vật rắn, chùm điện tử thứ cấp phát ra từ bề mặt (thông thường tạo ra ảnh SEM hình thái học bề mặt) sẽ bị phân cực spin do từ tính của mẫu vật thành các chùm điện tử có spin theo hai hướng. Sử dụng một detector ghi nhận phân cực spin sẽ cho ảnh cấu trúc từ của mẫu, là sự tương phản về từ độ.
Một SEMPA thông thường có cấu trúc giống như một SEM, nhưng SEMPA đòi hỏi môi trường chân không rất cao (tối thiểu là 10−9 Torr) và một detector ghi điện tử phân cực spin. Chùm điện tử thứ cấp (được hội tụ và quét trên mẫu) có năng lượng trung bình từ 10 đến 50 keV, có thể hội tụ xuống kích thước 50 nm, và cường độ chùm có thể lớn hơn 1 nA .
Nếu như chùm điện tử thứ cấp có spin theo 2 phương (up, down) có mật độ là {\displaystyle N_{\uparrow },N_{\downarrow }} thì độ phân cực spin sẽ là:
{\displaystyle P={\frac {N_{\uparrow }-N_{\downarrow }}{N_{\uparrow }+N_{\downarrow }}}}
và từ độ sẽ ghi nhận được là :
{\displaystyle M=-\mu _{B}.P=-\mu _{B}.{\frac {N_{\uparrow }-N_{\downarrow }}{N_{\uparrow }+N_{\downarrow }}}}
với {\displaystyle \mu _{B}} là Bohr magneton, đơn vị của mômen từ.
Thông thường, SEMPA sẽ cho hai ảnh cho thấy sự tương phản của ba thành phần từ độ trực giao (theo hai trục x, y và z) và cho phép vẽ ra sự phân bố về cảm ứng từ trong mẫu.

## Ưu điểm và hạn chế của SEMPA

### Ưu điểm của SEMPA
- Ưu điểm lớn nhất của SEMPA là phân tích cấu trúc từ trực tiếp mà không đòi hỏi mẫu mỏng hoặc bị phá hủy (như các phép phân tích của kính hiển vi điện tử truyền qua hoặc phép toàn ảnh điện tử), với độ phân giải có thể đạt tới 10-20 nm.
- SEMPA rất nhạy với các cấu trúc từ bề mặt, đồng thời có thể cho cả thông tin về cảm ứng từ theo ba phương x, y, z.

### Hạn chế của SEMPA
- Hạn chế SEMPA thuộc chung với nhóm các thiết bị sử dụng đầu dò quét [3](MFM, STM...) là tốc độ ghi ảnh rất thấp vì thế làm hạn chế các thí nghiệm động kiểu in-situ.
- Độ phân giải của SEMPA hạn chế (bởi kích thước chùm tia điện tử hội tụ) và độ tương phản của ảnh SEMPA không cao.